# Pleurosicya micheli
Pleurosicya micheli är en fiskart som beskrevs av Fourmanoir, 1971. Pleurosicya micheli ingår i släktet Pleurosicya och familjen smörbultsfiskar. Inga underarter finns listade i Catalogue of Life.